# Gregg megye
Gregg megye az Amerikai Egyesült Államokban, azon belül Texas államban található. Megyeszékhelye és legnagyobb városa Longview. Lakosainak száma 124 239 fő (2020. április 1.). Gregg megye Upshur, Smith, Rusk és Harrison megyékkel határos.

## Népesség
A megye népességének változása:
| Lakosok száma | 121 916 | 122 370 | 122 741 | 123 024 | 124 108 | 124 239 |
|               | 2010    | 2011    | 2012    | 2013    | 2015    | 2020    |